# مار سرحلقه‌ای
مار سرحلقه‌ای (نام علمی: Diadophis punctatus) نام یک گونه از تیره قمچه‌ماران است.